# Newport Beach, California
Newport Beach là một thành phố tại quận Cam, California, 10 dặm (16 km) về phía nam trung tâm Santa Ana, California, Hoa Kỳ. Thành phố nằm trong Vùng Đại Los Angeles. Dân số theo điều tra năm 2005 của Cục điều tra dân số Hoa Kỳ là 80.006 người, dân số theo điều tra năm 2010 là 85.186 người, diện tích là 137,211 km².